# 1421
Пізнє Середньовіччя •  Відродження •  Реконкіста •  Ганза •  Столітня війна •  Гуситські війни

## Геополітична ситуація
Османську державу очолює Мурад II (до 1444). Імператором Візантії є Мануїл II Палеолог (до 1425), а королем Німеччини Сигізмунд I Люксембург (до 1437). У Франції формально править Карл VI Божевільний (до 1422).
Апеннінський півострів розділений: північ належить Священній Римській імперії, середню частину займає Папська область, південь належить Неаполітанському королівству. Деякі міста півночі: Венеція, Флоренція, Генуя тощо, мають статус міст-республік.
Майже весь Піренейський півострів займають християнські Кастилія і Леон, де править Хуан II (до 1454), Арагонське королівство на чолі з Альфонсо V Великодушним (до 1458) та Португалія, де королює Жуан I Великий (до 1433). Під владою маврів залишилися тільки землі на самому півдні.
Генріх V є королем Англії (до 1422). У Кальмарській унії (Норвегії, Данії та Швеції) королює Ерік Померанський. В Угорщині править Сигізмунд I Люксембург (до 1437). Королем польсько-литовської держави є Владислав II Ягайло (до 1434). У Великому князівстві Литовському княжить Вітовт.
Частина руських земель перебуває під владою Золотої Орди. Галичина входить до складу Польщі. Волинь належить Великому князівству Литовському. Московське князівство очолює Василь I.
На заході євразійських степів править Золота Орда. У Єгипті панують мамлюки, а Мариніди — у Магрибі. У Китаї править династії Мін. Значними державами Індостану є Делійський султанат, Бахмані, Віджаянагара. В Японії триває період Муроматі.
Цивілізація майя переживає посткласичний період. У долині Мехіко склалася держава ацтеків, де править Чимальпопока (до 1428). Почала зароджуватися цивілізація інків.

## Події
- Французькі війська завдали поразки англійцям на чолі з Томасом Ланкастером у битві при Боже.
- Продовжуються гуситські війни. Гусити розділилися на фракції, найбільшими серед яких були таборити й чашники. Імператор Священної Римської імперії Сигізмунд I Люксембург взяв в облогу Прагу. Яну Жижці вдалося вирватися з оточення, вперше в європейській військовій практиці застосувавши польову артилерію.
- Османську імперію очолив Мурад II.
- Повідь у Нідерландах затопила 72 села, забрала близько 10 тисяч життів.
- Флорентійська республіка видала перший патент[1].
- Неаполітанська королева Джованна II проголосила своїм спадкоємцем короля Арагону Альфонсо V, хоча через два роки передумала й усиновила Людовика III Анжуйського.
- Генуя капітулювала у війні з Міланом.
- Китайський мореплавець Чжен Хе вирушив у свою шосту подорож, цього разу до Перської затоки.
- Збудовано мечеть Ларабангу на території сучасної Гани. (дата приблизна)

## Народились
- 6 грудня — Генріх VI Ланкастер, король Англії (1422-61, 1470-71).
- Соґі — японський поет, майстер жанру ренґа.

## Виноски
1. ↑  Terence, Kealey (1996), The Economic Laws of Scientific Research